# Ägidius Hunnius der Jüngere
Ägidius Hunnius der Jüngere (* 19. März 1594 in Wittenberg; † 29. April 1642 in Altenburg) war ein deutscher lutherischer Theologe.

## Leben
Als Sohn Ägidius Hunnius’ des Älteren geboren, besuchte er zunächst die Schule seiner Heimatstadt. Nachdem sein Vater gestorben war, kümmerte sich um ihn sein Bruder Nikolaus Hunnius. Dort immatrikulierte er sich an der Universität Wittenberg, wo er nach dem Abschluss eines Studiums an der philosophischen Fakultät 1614 den akademischen Grad eines Magisters erwarb, und wurde alsbald als Adjunkt an der philosophischen Fakultät aufgenommen.
Auf Empfehlung des Kurfürsten Johann Georg von Sachsen wechselte er 1618 an die Universität Gießen, wo er unter anderem bei Balthasar Mentzer dem Älteren und Justus Feuerborn seine theologischen Studien weiterentwickelte. Er besuchte auch die Universität Straßburg und kehrte nach Wittenberg zurück, wo er sich 1622 das Lizentiat der Theologie erwarb.
Daraufhin wurde er im selben Jahr Superintendent in Sangerhausen, promovierte 1623 zum Doktor der Theologie in Wittenberg mit der Disputation de gravissimis pontificiorum criminalibus, quae circa locum de filio Die committunt. Im folgenden Jahr wurde er Generalsuperintendent und Konsistorialassessor in Altenburg, wo er bis zu seinem Lebensende blieb und die Unannehmlichkeiten des Dreißigjährigen Krieges miterlebte.

## Werke
- de Imagine Dei et sacra coena Domini.[1]
- de praedestinatione et sacra.[2]
- de sanguine Christi.[3]
- de Scriptura S.[4]
- Zwo Christliche Leich-Predigten Uber den früezeitigen aber doch seligen absterben Der … Annae Mariae, Hertzogin zu Sachssen, Landgräfin in Düringen und Marggräffin zu Meissen, Welche den 15. Decembr. 1626. … zu Dreßden in Christo selig entschlaffen, und den 21. Ianuarii allhier beygesetzet worden. Fürstlich sächsische Officin, Altenburg 1627. (Digitalisat)